# Takanori Kōno
Pour les articles homonymes, voir Kono.
Takanori Kōno (河野•孝典, Kōno Takanori), né le 7 mars 1969 à Nozawaonsen, est un coureur du combiné nordique japonais. En 1992, il devient champion olympique par équipe et conserve ce titre deux ans plus tard, ajoutant aussi une médaille d'argent en individuel. Cette année-là, il est second au classement général de la Coupe du monde derrière son compatriote Kenji Ogiwara. 

## Biographie
Avant d'entrer dans l'équipe nationale japonaise, il est médaillé d'argent à l'Universiade d'hiver de 1989 à Sofia. Il prend part à ses premières courses de Coupe du monde un an plus tard et y marque ses premiers points.
En 1992, alors qu'il n'apparaît pas en Coupe du monde, il retenu dans l'équipe japonaise pour les Jeux olympiques d'Albertville, pour remporter le titre avec Reiichi Mikata et Kenji Ogiwara dans la compétition par équipes.
Il revient à plein temps dans la Coupe du monde pour la saison 1992-1993, se classant directement deuxième à Vuokatti pour commencer la saison, avant de signer quatre autres podiums cet hiver, dont une victoire à la prestigieuse course de Holmenkollen, qui restera la seule de sa carrière. Il finit troisième son compatriote Kenji Ogiwara et Fred Børre Lundberg au classement général. Un an plus tard, il obtient encore plus de podiums avec six unités, mais ne retrouve pas le chemin du succès en raison de la domination de son coéquipier Kenji Ogiwara et se classe deuxième au classement de la Coupe du monde.
Aux Jeux olympiques d'hiver de 1994, après avoir obtenu son deuxième titre dans l'épreuve par équipes, il devient le premier japonais avec son coéquipier Kenji Ogiwara à gagner au moins deux médailles d'or olympiques. Il y remporte aussi la médaille d'argent derrière Fred Børre Lundberg en individuel. Il prolonge son invincibilité par équipes aux Championnats du monde 1995 à Thunder Bay, où il conserve son titre acquis en 1993 à Falun.
Il prend sa retraite sportive en 1995 à l'âge de 26 ans.
Il est entraîneur de l'équipe japonaise de combiné pour la saison 2019-2020.

## Palmarès

### Jeux olympiques
| Épreuve / Édition | Albertville 1992 | Lillehammer 1994 |
| Individuel        | 19e              | Argent           |
| Par équipes       | Or               | Or               |

### Championnats du monde
| Épreuve / Édition | Falun 1993 | Thunder Bay 1995 |
| Individuel        | 5e         |                  |
| Par équipes       | Or         | Or               |

### Coupe du monde
- Meilleur classement général : 2e en 1994.
- 12 podiums individuels : 1 victoire, 8 deuxièmes places et 3 troisièmes places.

#### Victoires individuelles
| Saison    | Lieu                         |
| 1992-1993 | Holmenkollen (K-120 / 15 km) |

#### Différents classements en Coupe du monde
| Année     | Classement général final |
| 1989-1990 | 28e                      |
| 1992-1993 | 3e                       |
| 1993-1994 | 2e                       |
| 1994-1995 | 5e                       |